# The Dead Weather
The Dead Weather – amerykańska supergrupa grająca rock alternatywny, sformowana w Nashville, Tennessee w 2009 roku. W jej skład wchodzą: Alison Mosshart (z The Kills), Jack White (z The White Stripes i The Raconteurs), Dean Fertita (z Queens of the Stone Age) i Jack Lawrence (z The Raconteurs i The Greenhornes); The Dead Weather pojawili się publicznie 11 marca 2009 roku, podczas otwarcia głównej siedziby Third Man Records w Nashville. Był to ich pierwszy koncert na żywo od powstania zespołu, tuż przed wydaniem ich debiutanckiego singla "Hang You from the Heavens".

## Historia
W styczniu 2009 roku Mosshart, Fertita, Lawrence i White zebrali się w studiu Third Man by odbyć improwizowaną próbę. Sesja trwała dwa i pół tygodnia, razem ze skomponowaniem piosenek i tekstów; wtedy też oficjalnie powstało Dead Weather. Cytując White'a: "To przyszło samo z siebie. Nie mieliśmy obranego kierunku. Tworzyliśmy jedną piosenkę na dzień, dwie piosenki na dzień, cokolwiek potrafiliśmy zrobić i nagrywaliśmy to w locie... Nie było czasu myśleć o tym, co to było. To po prostu było".
Debiutancki album The Dead Weather pt. Horehound został wydany 14 lipca 2009 roku w Północnej Ameryce i 13 lipca w Europie. Zadebiutował na liście U.S. Billboard 200 na 6 pozycji i na angielskich listach na 14 pozycji. Razem z wydaniem albumu w Północnej Ameryce, trzy piosenki z Horehound ("No Hassle Night", "Hang You From the Heavens", i "Treat Me Like Your Mother") były dostępne jako downloadable content dla gry wideo Rock Band.

## Muzycy
- Alison Mosshart - śpiew, gitara, perkusja
- Dean Fertita - gitara, organy, pianino, gitara basowa, wokal wspierający
- Jack Lawrence - gitara basowa, gitara, perkusja, wokal wspierający
- Jack White - perkusja, śpiew, gitara

## Dyskografia

### Albumy studyjne
| Rok  | | Pozycja na liście | Pozycja na liście | Pozycja na liście | Pozycja na liście | Pozycja na liście | Pozycja na liście | Pozycja na liście | Pozycja na liście | Pozycja na liście | Pozycja na liście |
| Rok  | US | CAN               | AUS               | NZL               | NOR               | AUT               | CHE               | FRA               | NLD               | UK                |                   |
| ---- | --- | ----------------- | ----------------- | ----------------- | ----------------- | ----------------- | ----------------- | ----------------- | ----------------- | ----------------- | ----------------- |
| 2009 | Horehound - Data: 14 lipca 2009 - Wydawca Third Man Records - Format: CD, LP, digital download        | 6                 | 7                 | 48                | 24                | 26                | 43                | 14                | 19                | 63                | 14                |
| 2010 | Sea of Cowards - Data: 11 maja 2010 - Wydawca: Third Man Records - Format: CD, LP, music download     | 5                 | 6                 | 28                | 13                | 11                | 24                | 19                | 30                | 76                | 32                |
| 2015 | Dodge and Burn - Data: 25 września 2015 - Wydawca: Third Man Records - Format: CD, LP, music download | 10                | 16                | 21                | 32                | 14                | 28                | 15                | 47                | 25                | 21                |

### Single
| 2009                               | "Hang You from the Heavens"               | 8 | —  | —  | —   | Horehound      |
| 2009                               | "Treat Me Like Your Mother"               | — | 40 | —  | 168 | Horehound      |
| 2009                               | "I Cut Like a Buffalo"                    | — | —  | —  | —   | Horehound      |
| 2010                               | "Die by the Drop"                         | — | 20 | 36 | 154 | Sea of Cowards |
| 2010                               | "Blue Blood Blues"                        | — | —  | —  | —   | Sea of Cowards |
| 2013                               | "Open Up (That's Enough)/Rough Detective" | — | —  | —  | —   | Dodge and Burn |
| 2014                               | "Buzzkill(er) / It's Just Too Bad"        | — | —  | —  | —   | Dodge and Burn |
| 2015                               | "I Feel Love (Every Million Miles)"       | — | —  | —  | —   | Dodge and Burn |
| "—" oznacza wydawnictwo poza listą |                                           |   |    |    |     |                |